# 新塞利夫卡 (阿爾齊茲市鎮)
45°57′8″N 29°14′5″E / 45.95222°N 29.23472°E
新塞利夫卡（烏克蘭語：Новоселівка）是位於烏克蘭西南部的村莊，由敖德萨州博爾赫拉德區的阿爾齊茲市鎮負責管轄。該村始建於1825年，面積1.38平方公里，海拔高度51米，2001年人口508，人口密度每平方公里368.12人。